# シュテファン・キースリング
シュテファン・キースリング（Stefan Kießling、ドイツ語発音: [ˈʃtɛfan ˈkiːslɪŋ]、1984年1月25日 - ）は、西ドイツ・バイエルン州リヒテンフェルス出身の元サッカー選手。ポジションはフォワード。元ドイツ代表。
姓はキースリンクと表記される場合もあるが、実際のドイツ語の発音に近いのはキースリングである。

## クラブ経歴

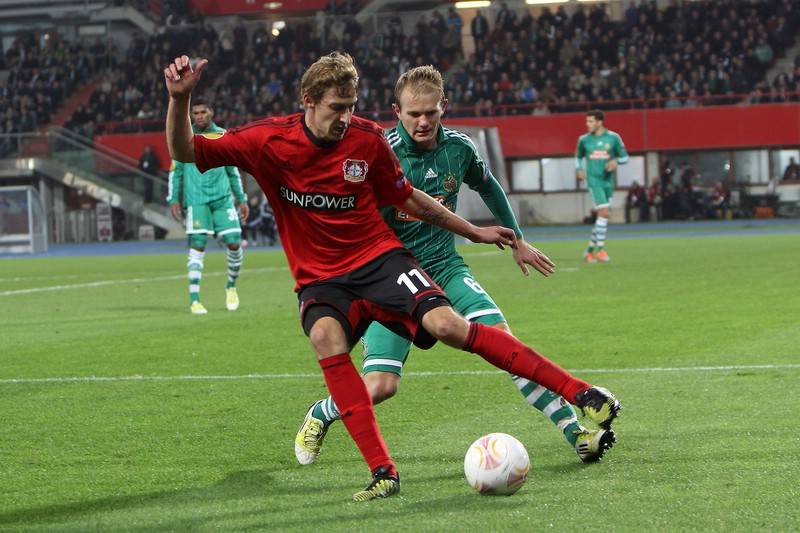
レバークーゼンでプレーするキースリング (2012)

1.FCアイントラハト・バンベルクから1.FCニュルンベルクの下部組織に移り、2001年にトップチームデビューした。ニュルンベルクではリーグ戦73試合に出場し、15得点を決めた。その活躍からアーセナルFCもオファーがあったが、2006年にバイエル・レバークーゼンに移籍した。
2007-08シーズンのUEFAカップでは7得点を決め、ルカ・トーニ（バイエルン・ミュンヘン）、パヴェル・ポグレブニャク（ゼニト・サンクトペテルブルク）に次いで得点ランキング3位にはいった。
2008-09シーズンはパトリック・ヘルメスとコンビを組み、自身は12ゴールを挙げた。ユップ・ハインケス監督が就任した2009-10シーズン序盤はヘルメスが怪我で離脱し、自身がフィニッシャーの役割を任せられたことから得点数が増加し、2009年11月のVfBシュトゥットガルト戦ではハットトリックを達成した。このシーズンは21ゴールを挙げ、ブンデスリーガ得点ランク2位となった。(1位はエディン・ジェコの22ゴール)
2012-13シーズン、25ゴールを挙げる活躍を見せ、ブンデスリーガ得点王に輝いた。その後は、自身の加齢による衰えや2015年のハビエル・エルナンデスの加入が重なり、ポジションを明け渡すことになったが、クラブの重鎮として共にチームを支えた。
2016年4月、現行契約を2018年まで延長、この契約には引退後のフロント入りも含まれていると報じられた。一方、2016年から股関節の慢性的な負傷に悩まされており、同年8月には一時、現役引退も示唆した。
2017-2018シーズン終了後に契約満了と同時に現役引退。

## 代表経歴
ドイツ代表としてU-21代表ではエースとして活躍し、2007年3月28日の対デンマーク戦でA代表デビューを果たした。
2010 FIFAワールドカップに臨むドイツ代表にも選ばれ、決勝トーナメントのイングランド戦とウルグアイ戦で途中出場している。しかし、その後はドイツ代表でプレーをする気はないと公言し、ヨアヒム・レーヴ監督下では代表選手になる事はないとも語っている。

## 現役引退後
4ヵ月の休養の後、既報通り、2018年10月よりレバークーゼンのスポーツ部門のアドバイザーに就任。

## エピソード
愛妻家で、ゴールを決めるたびに妻と子供の名前が彫られたタトゥーにキスをしている。なお料理も得意で、料理本も出版している。
2015年3月8日に行われたブンデスリーガ第24節SCパーダーボルン07戦にて彼の強烈なシュートが相手GKルーカス・クルーゼの顔面に直撃し、クルーゼは一時的に気絶してしまった。

## 代表歴

### 出場大会
- ドイツ代表
  - 2010 FIFAワールドカップ

### 試合数
- 国際Aマッチ 6試合 0得点（2007年-2010年）[5]

| ドイツ代表 | 国際Aマッチ | 国際Aマッチ |
| 年         | 出場        | 得点        |
| ---------- | ----------- | ----------- |
| 2007       | 1           | 0           |
| 2008       | 0           | 0           |
| 2009       | 2           | 0           |
| 2010       | 3           | 0           |
| 通算       | 6           | 0           |